# Gedesby Kirke
Gedesby Kirke ligger i Gedesby ca. 19 km S for Nykøbing Falster (Region Sjælland).

## Eksterne kilder og henvisninger
- Wikimedia Commons har flere filer relateret til Gedesby Kirke
- Gedesby Kirke på KortTilKirken.dk
- Gedesby Kirke på danmarkskirker.natmus.dk (Danmarks Kirker, Nationalmuseet)